# Modern UI

Il linguaggio di design Modern, come mostrato nell'hub "Musica + Video" nel sistema operativo Windows Phone, incorpora l'utilizzo degli elementi tipografici, di un layout orizzontalmente panoramico, e di grandi miniature dei contenuti a cui si accede.

Il linguaggio di design Microsoft, noto anche come Modern UI e precedentemente identificato con il nome in codice interno Metro, è un linguaggio di design di tipo tipografico, creato da Microsoft originariamente per Windows Phone. È lo stile dell'interfaccia utente di Windows Phone 7, Windows Phone 8, Windows Phone 8.1, Windows 8, Windows 8.1, Windows RT e, in parte, di Windows 10.

## Principi

I concetti chiave del linguaggio di design Microsoft.

Il linguaggio di design Microsoft si fonda su una serie di principi che si basano sullo Stile tipografico internazionale. Secondo Microsoft, il linguaggio di design Microsoft è progettato per essere «elegante, veloce, moderno», e intende rinnovare le tradizionali interfacce di Windows, Android e iOS basate sulle icone.
Il linguaggio di design Microsoft è stato progettato specificatamente per riunire gruppi di operazioni comuni velocizzandone l'utilizzo. Ciò si ottiene escludendo gli elementi grafici superflui e concentrandosi invece sui contenuti effettivi, che fungono a loro volta da interfaccia utente principale. Le interfacce risultanti privilegiano grandi hub anziché piccoli pulsanti, e forniscono spesso ampie aree a scorrimento laterale.
Le animazioni giocano un ruolo importante: le transizioni e le interazioni dell'utente, come pressioni o scorrimenti, tendono ad assumere qualche forma di animazione o movimento naturale. Questo ha lo scopo di dare all'utente l'impressione che l'interfaccia utente sia «viva» e reattiva, con «un aggiunto senso di profondità».

### Tipografia
Il linguaggio di design Microsoft si concentra sull'uso di una tipografia facilmente leggibile. Il testo ha solitamente caratteri di grandi dimensioni che attirano l'attenzione, e gli ampi titoli sono capaci di sfruttare lo scorrimento laterale delle pagine.
Le interfacce del linguaggio di design Microsoft impiegano tipi di carattere della famiglia Segoe, disegnata da Steve Matteson presso Agfa Monotype e concessa in licenza a Microsoft. Microsoft ha creato delle versioni personalizzate, per esempio il Segoe UI per Zune e la famiglia Segoe WP per Windows Phone, che presentano delle lievi differenze.

## Storia

### Precursori
Encarta 95 e il linguaggio di design Microsoft sono accomunati dal fatto di avere entrambi un aspetto orientato verso il print design.
Già in Whistler c'era un tema, acquerello (o Watercolor), che aveva molti aspetti in comune con l'attuale design Microsoft, da cui prende forse anche spunto.
Windows XP Media Center Edition, pubblicato il 16 luglio 2002, e in seguito Portable Media Center, la sua versione portatile pubblicata nella seconda metà del 2004, presentarono un'interfaccia progettata per l'uso multimediale in cui si privilegiava il testo come forma di navigazione primaria.
Alla fine del 2007, la seconda generazione di Zune introdusse alcune innovazioni: l'interfaccia venne riprogettata in larga parte con una maggiore attenzione alla pulizia tipografica a discapito degli elementi di contorno dell'interfaccia grafica.

### Definizione del linguaggio di design

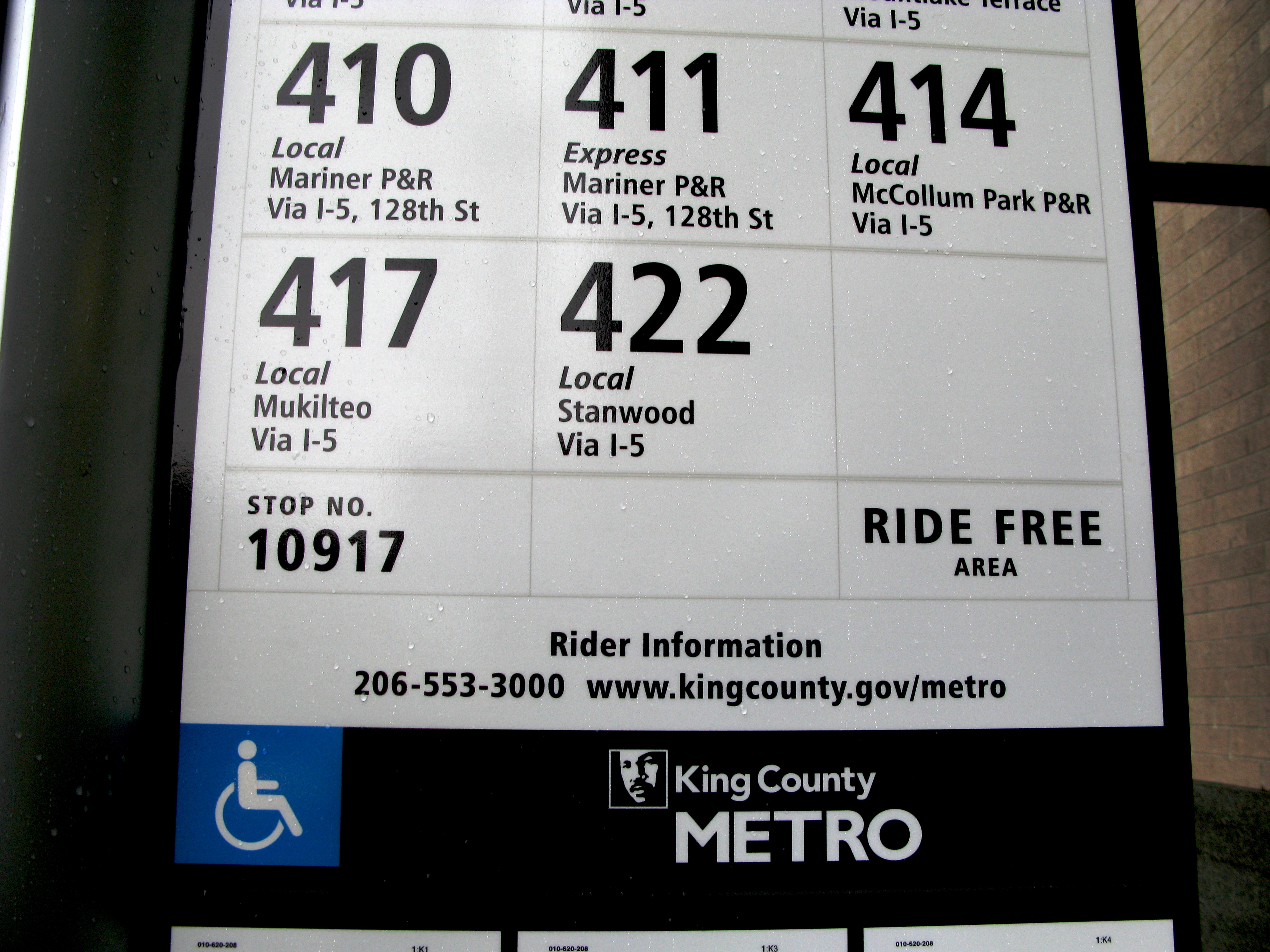
Il linguaggio di design Microsoft, che presta servizio nella zona di Seattle dove ha sede Microsoft.

Il team che all'inizio del 2009 disegnò il nuovo stile Microsoft, denominato in codice "Metro", trasse ispirazione dalla segnaletica di aeroporti e sistemi di trasporto pubblico.
I riquadri animati piatti e colorati fecero la loro prima apparizione in Windows Phone alla fine del 2010.
Ai primi di giugno 2011, parallelamente in California alla D9 Conference e a Taipei al Computex Taipei 2011, Microsoft svelò che Windows 8 avrebbe avuto una nuova interfaccia utente nel nuovo stile.
Hanno implementato un'interfaccia nel linguaggio di design Microsoft anche altri prodotti e servizi come Xbox 360 e Windows Live, in particolare Outlook.com e SkyDrive.com (poi rinominato OneDrive).

### Cambio di nome
A causa di potenziali problemi di marchio, probabilmente con la società tedesca Metro AG, all'inizio di agosto 2012 l'azienda statunitense sconsigliò agli sviluppatori di utilizzare ancora il termine "Metro", poiché secondo un portavoce Microsoft era usato solamente come nome in codice per la nuova piattaforma delle applicazioni.
Inizialmente ai dipendenti Microsoft fu consigliato di fare riferimento all'interfaccia con il nome "UI in stile Windows 8", e in seguito alcuni notarono che Microsoft aveva iniziato a sostituire nei suoi documenti pubblici alcune occorrenze di "Metro-style" con "Modern UI-style". Tuttavia Visual Studio 2012, compilato in versione RTM all'inizio di agosto 2012 e reso pubblico il 15 agosto 2012, apparve fare riferimento alle ex-"app in stile Metro" con il nuovo nome "app di Windows Store". Il nuovo nome fu confermato il 12 settembre 2012 da Soma Somasegar, un dirigente Microsoft, in occasione dell'evento per il lancio di Visual Studio 2012.
Nel mese di ottobre Microsoft ha confermato che il nome ufficiale sarebbe stato linguaggio di design Microsoft.

## Reazioni
Le reazioni al linguaggio di design Microsoft sono state generalmente positive.
In una recensione di Zune HD, Joshua Topolsky di Engadget dichiarò:
(Joshua Topolsky, 17 settembre 2009)
Donald Bell di CNET News fece i complimenti al linguaggio di design Microsoft:
(Donald Bell, 18 settembre 2009)
La Industrial Designers Society of America (IDSA) assegnò a Windows Phone il primo premio per "People's Choice Design" e il premio per "Best in Show". Isabel Ancona, in qualità di User Experience Consultant alla IDSA, spiegò il motivo per cui Windows Phone vinse questo premio e spiegò l'esperienza dell'utente nelle interfacce nel linguaggio di design Microsoft:
(Isabel Ancona, 8 giugno 2011)